# 183 (число)
Вижте пояснителната страница за други значения на 183.
183 (сто осемдесет и три) е естествено, цяло число, следващо 182 и предхождащо 184.
Сто осемдесет и три с арабски цифри се записва „183“, а с римски цифри – „CLXXXIII“. Числото 183 е съставено от три цифри от позиционните бройни системи – 1 (едно), 8 (осем), 3 (три).

## Общи сведения
- 183 е нечетно число.
- 183-тият ден от годината е 2 юли.
- 183 е година от Новата ера.